# 響灘ビオトープ

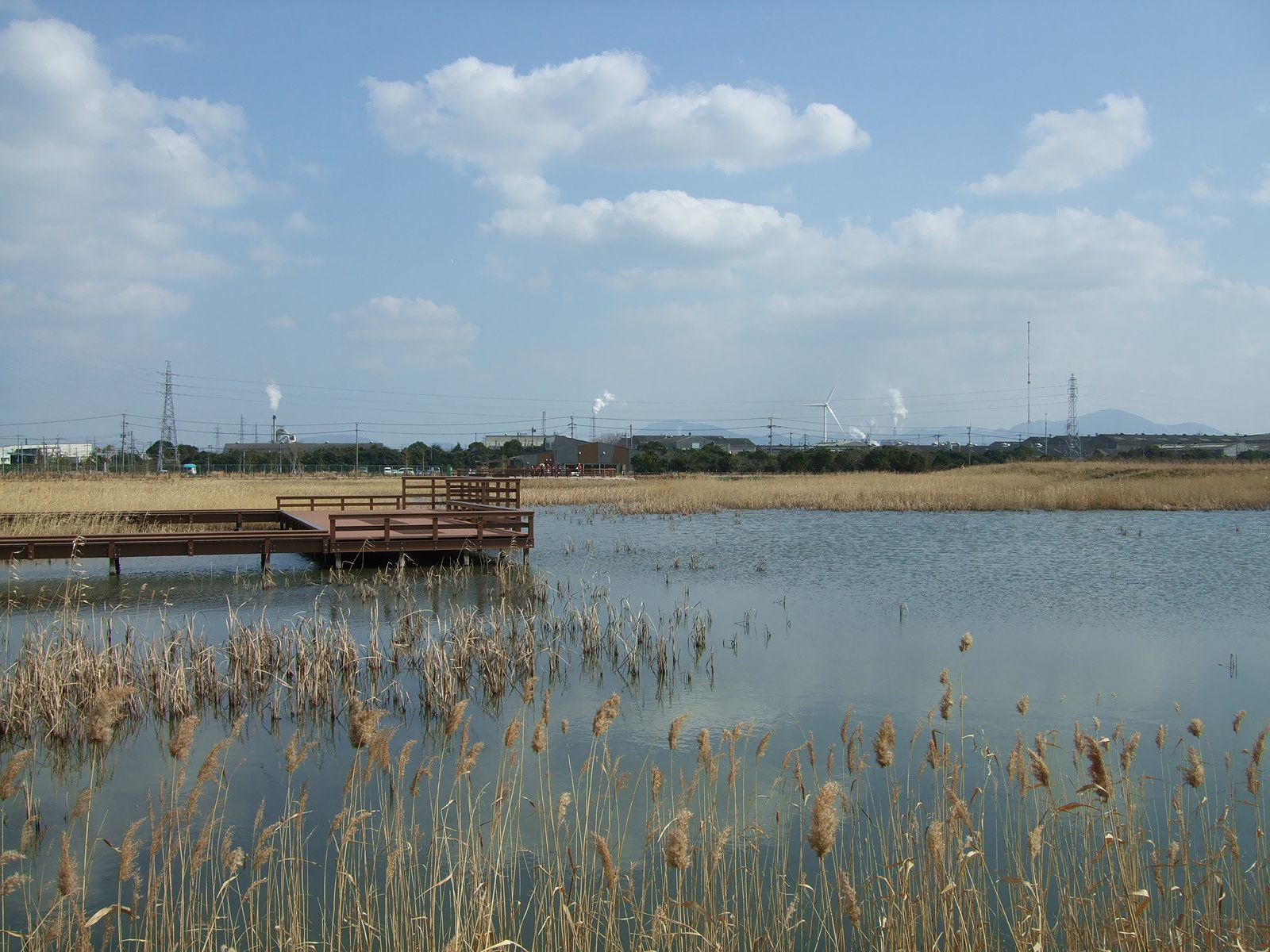
ビオトープ内

響灘ビオトープ（ひびきなだビオトープ）は、福岡県北九州市にあるビオトープである。

## 概要
2012年10月6日オープン。北九州市若松区響町二丁目に位置し、響灘を廃棄物処分場として埋め立てた敷地に自然発生した。整地されていない埋立地に雨水が溜まって湿地ができ、鳥などが運んできた植物の種から木が自生し、環境省の絶滅危惧種（鳥類レッドリスト絶滅危惧IB類）に指定されているチュウヒをはじめとする237種の鳥類や、284種の植物などが確認されている生態系を守るため全体（約41ha）のうち約7haが公開されている。

## 利用情報
- 入園料 - 一般100円、小中学生無料、年間パスもあり400円。
- 開園時間 - 午前9時～午後5時
- 休園日 - 火曜日（祝日の場合は翌日）、年末年始（12/29～1/3）

## 周辺施設
- ブリヂストン北九州工場
- 北九州エコタウン

## 交通
- JR九州筑豊本線若松駅からタクシーで約20分
- JR九州鹿児島本線戸畑駅から北九州市営バス響町エコタウンゆきに乗車し「響灘工業団地第一」バス停 ※平日・土曜2便のみ
- マイカーの場合、若戸大橋口交差点から6㎞。